# NK Metalac Vareš
NK Metalac je bivši bosanskohercegovački nogometni klub iz Vareša.

## Povijest
Najstariji je nogometni klub u Varešu. Osnovan je 1927. godine. Godinu poslije članovi NK Peruna uključeni su u RKUD Jedinstvo, a klub je registriran pod novim imenom - NK Metalac. Izbor imena je pao na Metalac zato što su svi članovi kluba bili "napredni metalci". 
Poslije Drugoga svjetskog rata dva kluba Mladi radnik i Metalac ujedinili su se u jedinstveni klub koji je ponio ime grada, NK Vareš.